# Ninfodoro di Abdera
Ninfodoro di Abdera (in greco antico: Νυμφόδωρος Αβδηρίτης?; Abdera, 450 a.C. – 400 a.C.) è stato un cittadino di Abdera la cui sorella sposò Sitalce, re di Tracia.

## Biografia
Gli Ateniesi, che in precedenza avevano considerato Ninfodoro come un loro nemico, lo resero prosseno nel 431 a.C. e, attraverso la sua mediazione, ottennero l'alleanza di Sitalce, alla quale aspiravano fortemente, e diedero la libertà alla loro città a favore di Sadoco, figlio di Sitalce. Ninfodoro si adoperò anche per una riconciliazione tra gli Ateniesi e Perdicca II, re di Macedonia, e li convinse a restituirgli la città di Therma, che avevano preso nel 432 a.C. Nel 430 a.C. Ninfodoro sequestrò, a Bisante, Aristeo di Corinto e gli altri ambasciatori, che stavano recandosi a chiedere aiuto al re persiano contro gli Ateniesi.